# Partit Socialdemòcrata «Harmonia»
El Partit Socialdemòcrata «Harmonia» (en letó: Sociāldemokrātiskā Partija "Saskaņa", S) abreviat com Harmonia, és un partit polític socialdemòcrata de Letònia.
El partit fou fundat el 10 de febrer de 2010 per la majoria de les organitzacions que constituïen l'aliança Centre de l'Harmonia: el Partit de l'Harmonia Nacional (TSP), el Nou Centre (JC) i la Unió Socialdemòcrata, però no el Partit Socialista de Letònia (LSP), que va continuar cooperant amb el nou partit dins de l'aliança Centre de l'Harmonia. Va celebrar el seu primer congrés de partit el 24 d'abril de 2010. El 2011, el Partit de Daugavpils va unir-se al partit.
A partir del 2014, Harmonia i el LSP van decidir dissoldre el Centre de l'Harmonia i presentar-se per separat, resultant els primers els continuadors del potencial institucional de la coalició, mantenint durant tres legislatures la primera posició en la Saeima, malgrat no participar dels governs.
Al 2022, el partit va passar de primera força a anar directament fora del Parlament, perdent tota representació per poques dècimes, ja que només els faltava el 0.14% per arribar al llindar del 5%. Aquest desastre s'atribueix al context de la Guerra d'Ucraïna, que va allunyar als votants ètnics letons, mentre que els russos també es van veure influenciats per l'aparició de noves formacions euroescèptiques com Poder Sobirà (3.28%) o Per l'estabilitat!, que va aconseguir el 6.88% i 11 diputats.

## Resultats electorals

### Eleccions legislatives
| Any  | Líder                  | Resultats  | Resultats  | Resultats | Resultats | Pos. | Govern            |
| Any  | Líder                  | Vots       | %          | Escons    | +/–       | Pos. | Govern            |
| ---- | ---------------------- | ---------- | ---------- | --------- | --------- | ---- | ----------------- |
| 2010 | Jānis Urbanovičs       | Dins el CH | Dins el CH | 24 / 100  | Nou       | 2n   | Oposició          |
| 2011 | Nils Ušakovs           | Dins el CH | Dins el CH | 28 / 100  | 4         | 1r   | Oposició          |
| 2014 | Nils Ušakovs           | 209,887    | 23.15      | 24 / 100  | 4         | =    | Oposició          |
| 2018 | Vjačeslavs Dombrovskis | 167,117    | 19.92      | 23 / 100  | 1         | =    | Oposició          |
| 2022 | Ivars Zariņš           | 43,943     | 4.86       | 0 / 100   | 23        | 9è   | Extraparlamentari |

### Eleccions europees
| Any  | Líder            | Vots   | %          | Escons | +/– |
| ---- | ---------------- | ------ | ---------- | ------ | --- |
| 2014 | Boris Tsilevitch | 57,863 | 13.14 (#3) | 1 / 8  | Nou |
| 2019 | Nils Ušakovs     | 82,604 | 17.56 (#2) | 2 / 8  | 1   |
| 2024 | Nils Ušakovs     | 37,096 | 7.21 (#6)  | 1 / 9  | 1   |